# Liste der Naturdenkmale in Gronau (Leine)
Die Liste der Naturdenkmale in Gronau (Leine) nennt die Naturdenkmale in der Stadt Gronau (Leine) im Landkreis Hildesheim in Niedersachsen.

## Naturdenkmale
| Bild                          | Bezeichnung                 | Ort, Lage                                                                                 | Beschreibung                          | Schutzzweck            | Nummer    |
| ----------------------------- | --------------------------- | ----------------------------------------------------------------------------------------- | ------------------------------------- | ---------------------- | --------- |
| Fotos hochladen               | Lindenallee mit 3 Alteichen | Banteln-Ost am Flußweg zwischen Banteln und Friedhof (52° 4′ 24,2″ N, 9° 45′ 35,4″ O)     |                                       | Schönheit              | ND-HI 140 |
| BW                            | Federbuche                  | Banteln im Garten des Altersheimes (52° 4′ 5,2″ N, 9° 45′ 25,2″ O)                        |                                       | Seltenheit             | ND-HI 143 |
| BW                            | Eibe                        | Barfelde im Pfarrgarten (52° 5′ 24,4″ N, 9° 49′ 30″ O)                                    |                                       | Seltenheit             | ND-HI 144 |
| BW                            | Blutbuche und Eibe          | Barfelde an der Südseite der Kirche (52° 5′ 25,4″ N, 9° 49′ 31,1″ O)                      |                                       | Schönheit, Seltenheit  | ND-HI 145 |
| BW                            | Eiche                       | Betheln-West an der Abzweigung L480 / Hauptstraße (52° 6′ 37,7″ N, 9° 47′ 13,1″ O)        |                                       | Schönheit              | ND-HI 146 |
| mehr Fotos \| Fotos hochladen | Lindenallee                 | Banteln-Ost am Fußweg zwischen Gronau und Friedhof Banteln (52° 4′ 42″ N, 9° 45′ 52,2″ O) |                                       | Eigenart               | ND-HI 170 |
| BW                            | Eiche, Linde                | Wallenstedt an der Kreuzung K415 / Dorfstraße (52° 4′ 4,9″ N, 9° 47′ 47,5″ O)             |                                       | Schönheit, Heimatkunde | ND-HI 206 |
| BW                            | Feldahorn                   | Rheden Kirschweg östlich der Forellenteiche (52° 3′ 7,4″ N, 9° 47′ 45,2″ O)               |                                       | Schönheit, Naturkunde  | ND-HI 326 |
| BW                            | Wasserladequelle            | Rheden ca. 500 m nördlich von Heinum (52° 4′ 20,6″ N, 9° 49′ 23,9″ O)                     | Quellgebiet der Kreipau               | Artenschutz            | ND-HI 328 |
| BW                            | Blutbuche                   | Banteln-Ost im Park des Gutes Banteln (52° 4′ 2,5″ N, 9° 45′ 31,5″ O)                     |                                       | Schönheit              | ND-HI 334 |
| BW                            | Blutbuche                   | Rheden vor der Kirche (52° 3′ 25,9″ N, 9° 47′ 21,5″ O)                                    |                                       | Schönheit              | ND-HI 335 |
| BW                            | Blutbuche                   | Haus Escherde Domänenpark (52° 6′ 55,3″ N, 9° 49′ 13″ O)                                  |                                       | Schönheit              | ND-HI 336 |
| BW                            | Blutbuche                   | Haus Escherde Probsteigarten (52° 7′ 0,1″ N, 9° 49′ 16,5″ O)                              | Stammdurchmesser 128 cm (in 1 m Höhe) | Schönheit              | ND-HI 337 |
| BW                            | Linde                       | Haus Escherde Probsteigarten (52° 7′ 1,2″ N, 9° 49′ 19,2″ O)                              | Stammdurchmesser 174 cm (in 1 m Höhe) | Schönheit              | ND-HI 338 |
| BW                            | Blutbuche                   | Haus Escherde Probsteigarten (52° 6′ 59,4″ N, 9° 49′ 20,2″ O)                             | Stammdurchmesser 160 cm (in 1 m Höhe) | Schönheit              | ND-HI 339 |
| BW                            | Linde                       | Brüggen Schlossgarten (52° 2′ 32,6″ N, 9° 46′ 21,7″ O)                                    |                                       | Schönheit              | ND-HI 341 |